# General Dynamics F-111

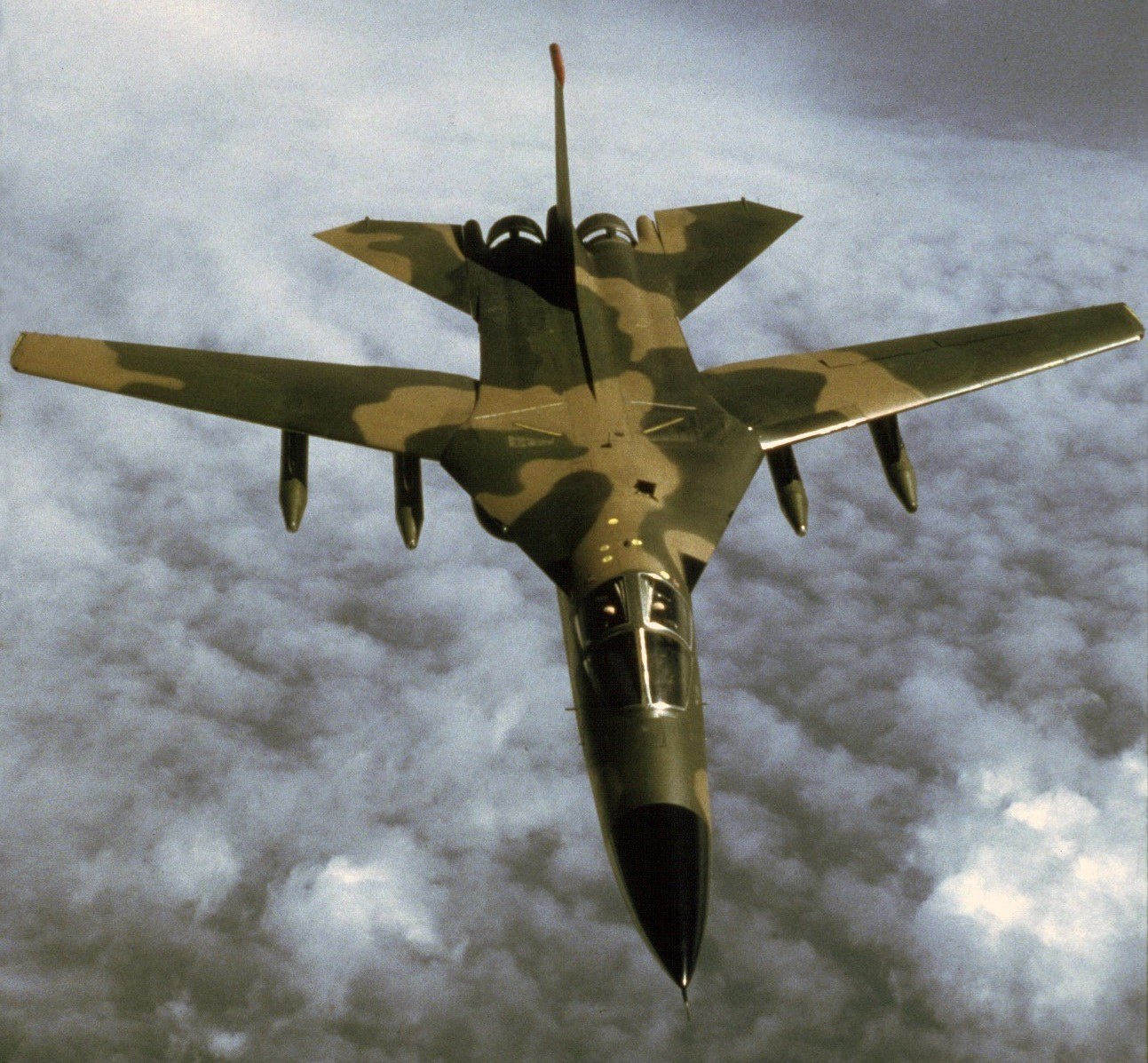
F-111 in volo

Il General Dynamics F-111 Aardvark ("oritteropo" in inglese) è un cacciabombardiere supersonico bimotore con ali a geometria variabile, prodotto dall'azienda statunitense General Dynamics dalla fine degli anni sessanta al 1985 e ritirato dal servizio nel 1998.
L'Aardvark è stato il primo aereo da combattimento, prodotto in serie e impiegato in azioni belliche, a utilizzare questa tecnologia, rispondendo ai requisiti del Tactical Air Command (Comando aerotattico della Difesa aerea) statunitense per ottenere un velivolo in grado di coprire distanze intercontinentali ad alte velocità e, al tempo stesso, capace di svolgere missioni di supporto aereo ravvicinato. Sulla base di questi ragguardevoli requisiti l'F-111 ha ispirato i progettisti europei alla creazione del Panavia Tornado.

## Sviluppo

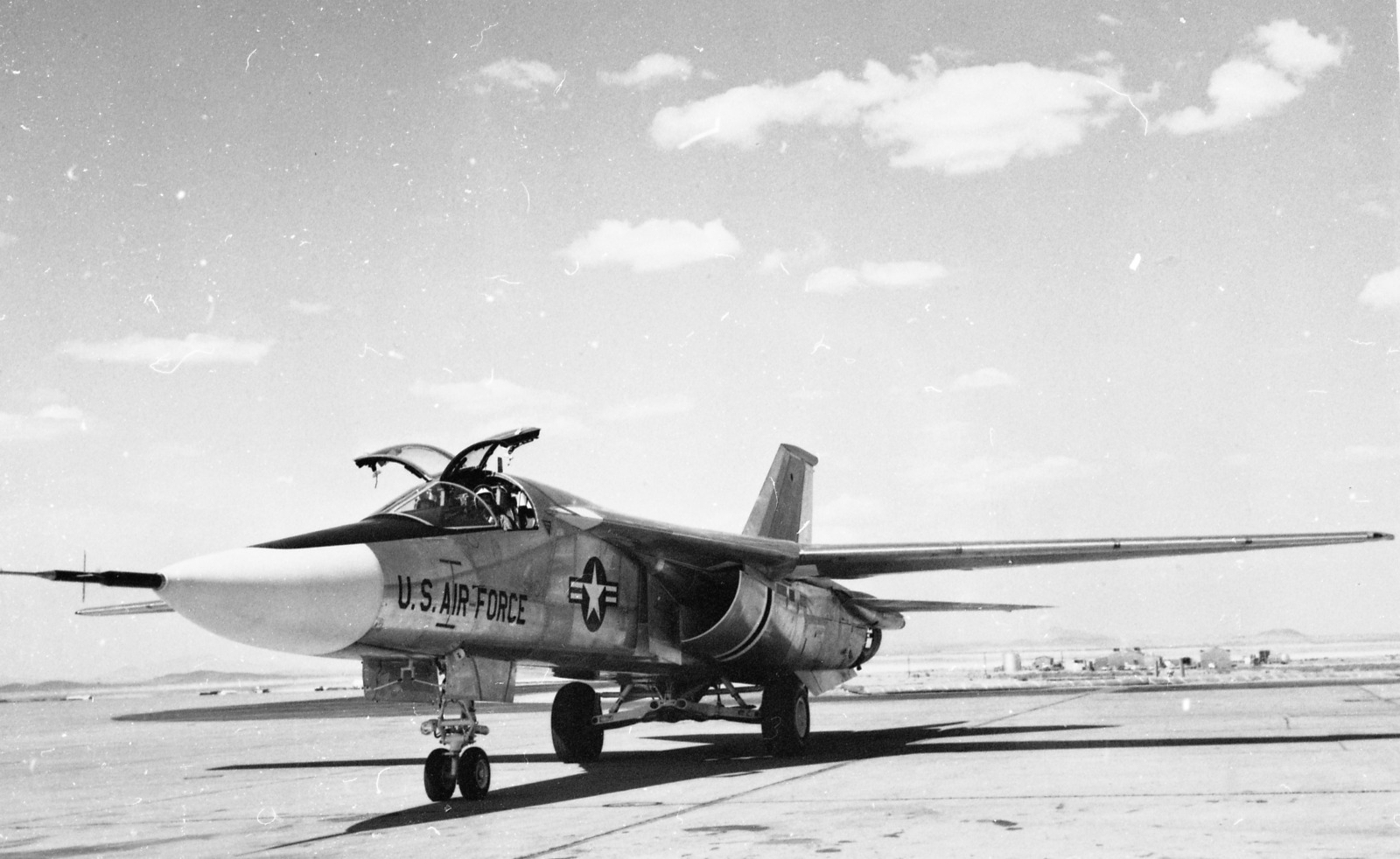
F-111A di pre-produzione

L'origine dell'Aardvark si deve al TFX (Tactical Fighter Experimental Program), ambizioso progetto dei primi anni sessanta, con cui s'intendeva soddisfare, contemporaneamente, i requisiti della U.S.Navy per un intercettore missilistico imbarcato a lungo raggio, e dell'USAF, in cerca di un velivolo la cui configurazione permettesse di condurre missioni di bombardamento low-altitude ognitempo e di Close Air Support per le forze terrestri.

### SAC/TAC
Sul finire degli anni cinquanta, l'USAF aveva potuto constatare quanto fosse di fondamentale importanza, per sfuggire e neutralizzare le difese nemiche, volare sempre più in alto ed a velocità elevate.
Questa nuova interpretazione del volo in clima ostile venne ben rappresentata, in quegli anni, dai voli effettuati da prototipi di velivoli ad elevate prestazioni, quali il bombardiere strategico B-70 Valkyrie, il B-58 Hustler e l'F-105 Thunderchief il cui ruolo operativo fu poi quello di Wild Weasel.
I continui abbattimenti, negli anni Sessanta, degli aerei spia U-2 Dragon Lady portò l'USAF Strategic Air Command a rivedere i propri piani e a puntare sulla penetrazione delle linee nemiche a bassissima quota.
Ciò portava ad una drastica riduzione del rischio di intercettazione radar, ed inoltre i missili SAM non erano in grado di agganciare ed inseguire con successo bersagli a così basse altitudini.
Allo stesso tempo, anche l'Air Force TAC (Tactical Air Command) era molto interessato allo sviluppo di velivoli in grado di agire in profondità nel territorio nemico ed in totale autonomia e, come anche il SAC, era in procinto di ricevere i primi esemplari del nuovo F-105 Thunderchief, il quale però aveva forti limiti per quel che riguardava il volo radente.
Nel giugno del 1960 l'USAF bandì un concorso per l'acquisizione di un cacciabombardiere a lungo raggio in grado di penetrare le difese antiaeree sovietiche ad altitudini ridotte e ad alte velocità, trasportando sull'obiettivo armamenti nucleari.

### U.S. Navy

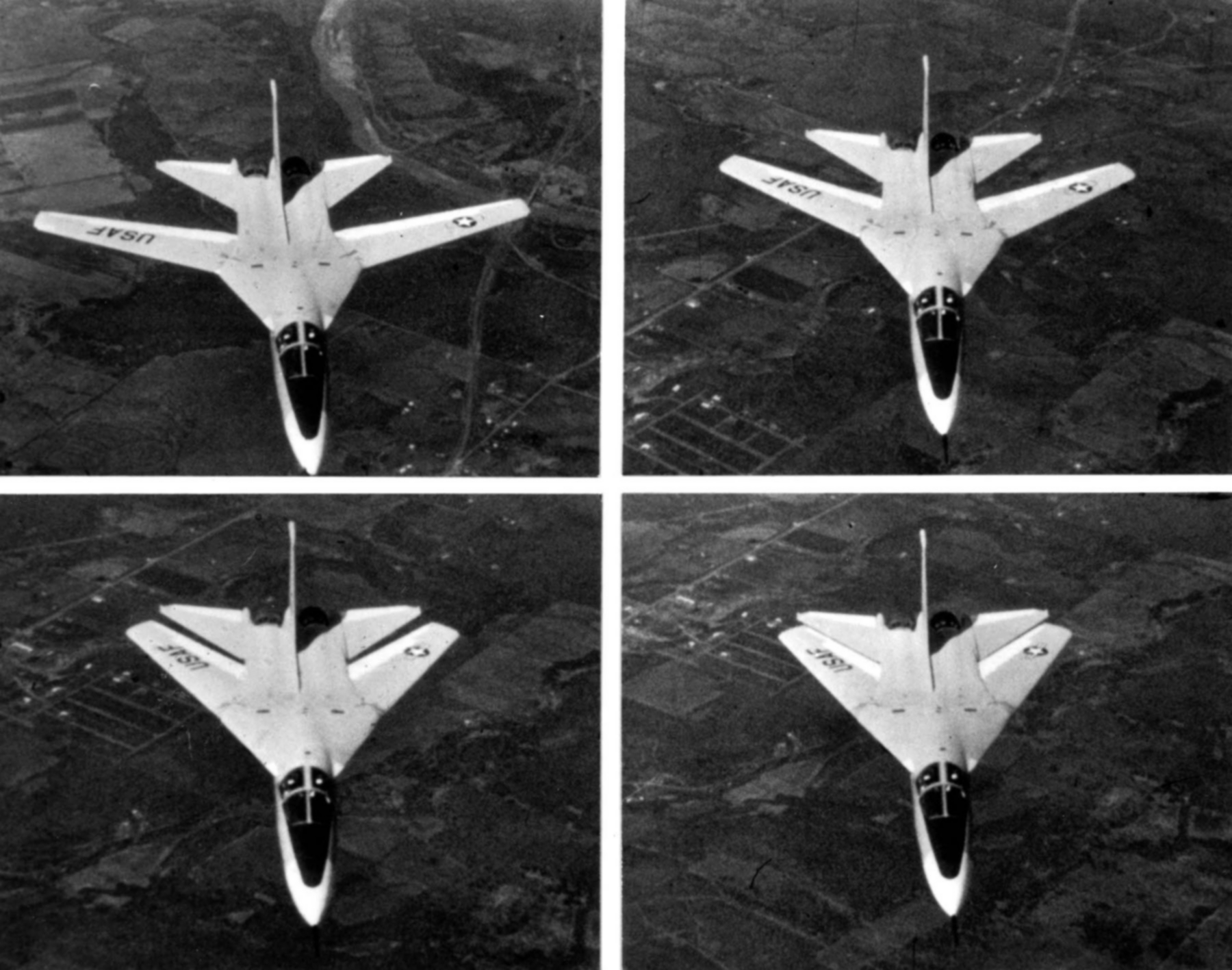
Sequenza della variazione di freccia alare

Il requisito della U.S. Navy, era quello di poter contare su di un intercettore a lungo raggio capace di proteggere da attacchi missilistici sovietici i propri Battle Group dislocati attorno al globo.
A metà degli anni cinquanta decise di focalizzare i propri sforzi nella realizzazione del prototipo da combattimento FAD (Fleet Air Defense), il cui armamento era costituito esclusivamente di missili aria-aria.
In questo caso, nella concezione della Navy, ciò che doveva essere performante, manovrabile e rapido non doveva essere la piattaforma di lancio bensì il missile utilizzato. Contrariamente, al velivolo, veniva richiesta una maggiore autonomia ed una velocità di punta non elevata per contenere i consumi e dilatare i tempi di missione.
Il McDonnell Douglas F-4 Phantom II, allora in servizio, possedeva solo in parte queste capacità e non disponeva di una sufficiente autonomia.
Venne perciò proposto nel 1957 l'F6D Missileer, il quale però era incapace di condurre combattimenti aerei o sottrarsi ad essi.
La necessità di un velivolo in grado di difendersi autonomamente e volare a velocità medio-basse, portò alla scelta delle ali a geometria variabile e a riporre fiducia nel più recente progetto della General Dynamics.

### TFX
Il 14 febbraio 1961 Robert McNamara, Segretario della Difesa statunitense, annunciò che erano stati avviati gli studi sullo sviluppo di un singolo velivolo capace di soddisfare entrambi i requisiti avanzati dalle due Forze Armate.
Si decise allora, di realizzare il prototipo in base alle richieste dell'USAF per poi dedicarsi ad una versione modificata per l'U.S.Navy.
Nel giugno dello stesso anno, McNamara diede l'approvazione a continuarne lo sviluppo nonostante la Navy insistesse per la separazione dei progetti, i cui unici punti in comune erano: l'angolo di freccia variabile ed il doppio impianto propulsivo.
La configurazione biposto, richiesta da entrambe, era però differente nella disposizione dell'equipaggio: l'USAF era propensa ad una configurazione in tandem del pilota e del WSO (Weapons System Operator); d'altro canto, la USN preferiva due seggiolini fianco a fianco per la consultazione comune del display radar.
A dicembre, furono ricevuti da Boeing, General Dynamics, Lockheed, McDonnell, North American e Republic i requisiti richiesti per il concorso TFX.
L'evaluation group trovò tutti i progetti lacunosi ma Boeing e General Dynamics furono selezionate per partecipare agli stage successivi.
La proposta della Boeing, considerata piuttosto valida, era screditata dai propulsori chiaramente inaffidabili e non conformi ai requisiti delle Forze Armate: si rendevano necessarie anche alcune modifiche al vano bombe e alla capsula di salvataggio.
In seguito a ulteriori modifiche e aggiornamenti, la commissione optò per il progetto della Boeing ma, a sorpresa, McNamara, nel novembre del 1962, selezionò il prototipo realizzato dalla General Dynamics, la quale firmò il contratto il mese successivo, poiché presentava caratteristiche più adeguate alle richieste avanzate da Navy ed USAF.

## Tecnica
L'F-111 è un aereo d'attacco al suolo ognitempo, con capacità di volo a bassa quota.
Le principali caratteristiche di quest'aereo sono: le ali a geometria variabile, la stiva interna per gli armamenti più voluminosi e la non comune configurazione side by side dei membri dell'equipaggio.
I materiali di cui è composta la fusoliera sono per la maggior parte leghe di alluminio, d'acciaio, di titanio e di altri materiali d'applicazione esclusivamente aeronautica. La maggior parte delle varianti dell'F-111 includono un Terrain-Following Radar connesso direttamente all'autopilota. Molte di queste caratteristiche presenti nell'Aardvark, furono alla loro prima applicazione su di un velivolo in servizio rendendo, per questo motivo, il progetto F-111 ambizioso e rivoluzionario.

### Armamento interno
L'Aardvark è dotato di un pozzo interno in cui possono essere stivati vari armamenti per le differenti configurazioni del velivolo:
- Cannone M61 Vulcan 20mm: era in dotazione a tutte le versioni da combattimento tattico (escluse quelle da ricognizione, EW e da attacco nucleare) con un caricatore da 2048 colpi. Mai utilizzato in azione, venne rimosso nei primi anni '80 dall'USAF. Stessa sorte si ebbe per quelli australiani.
- Bombe: la stiva può accogliere due bombe convenzionali; di norma le Mk117.
- Armamento Nucleare Tattico: tutti gli F-111 statunitensi, eccetto la specifica versione EF-111A, furono equipaggiati per ospitare varie armi nucleari a caduta libera: B43, B57, B61. L'FB-111A era in grado di caricare, oltre al carico bellico precedentemente elencato, anche due AGM-69 Short Range Attack Missile collocati nel vano bombe ed altri 4 accomodati sui piloni esterni.

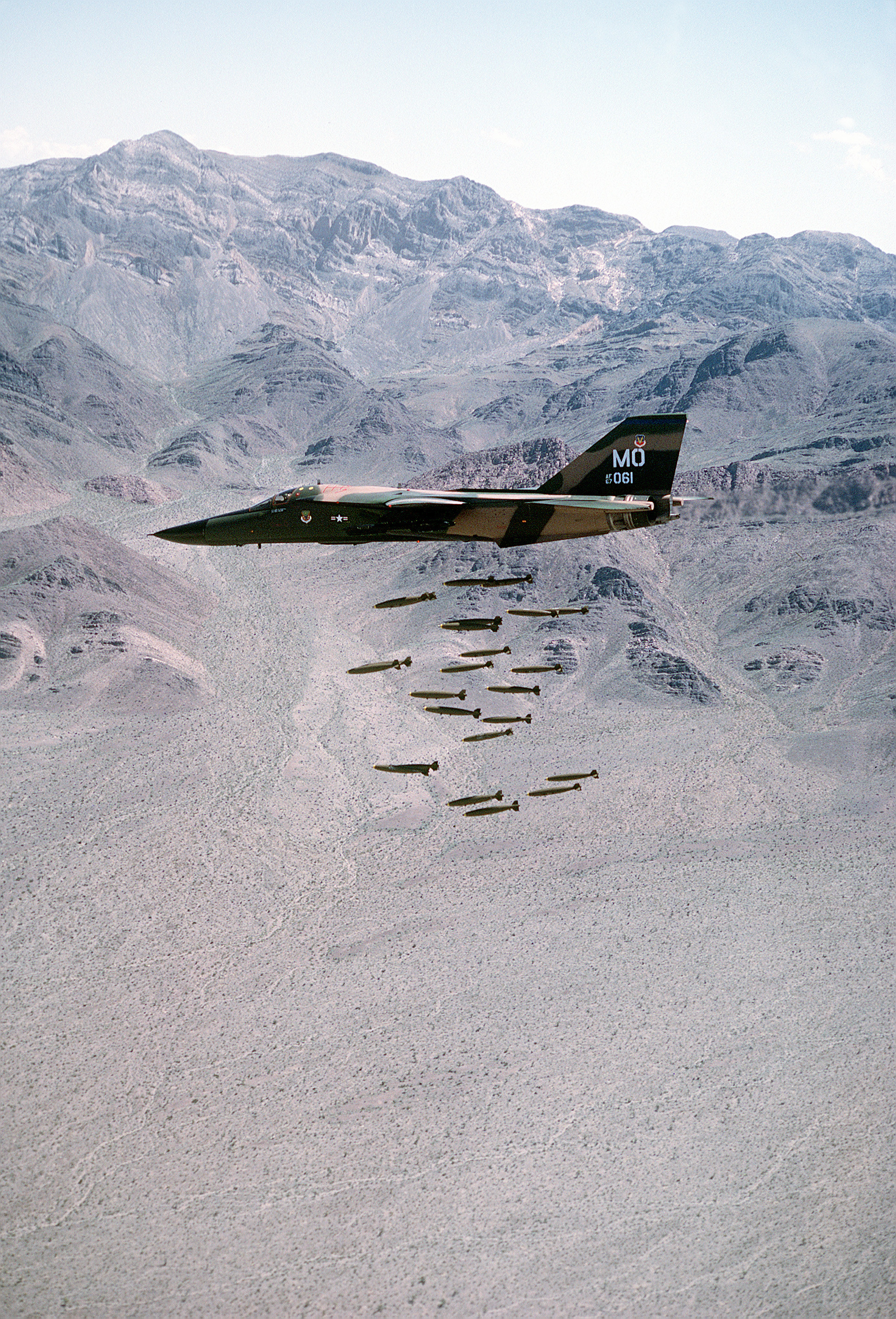
Un F-111A durante uno strike

- POD: Le versioni C ed F potevano ospitare nuovi sistemi di puntamento come l'AN/AVQ-26 Pave Tack, che permetteva agli F-111 di illuminare autonomamente i bersagli per l'utilizzo di bombe Paveway.
- Ricognizione fotografica: Gli RF-111C della RAAF, sono equipaggiati da pod contenente una serie di sensori e videocamere per poter svolgere le missioni RECCE. Questi comprendono un set di videocamere: una Honeywell AN/AAD-5 all'infrarosso, una Fairchild KA-56E e KA-93A4 panoramiche, ed un paio di CAI KS-87C.
- Missili: L'F-111B, per rispondere ai requisiti della USN, era stato modificato per poter trasportare all'interno del pozzo due missili aria-aria AIM-54 Phoenix. General Dynamics, inoltre, equipaggiò le ultime versioni dell'Aardvark di un radar di guida per l'AIM-7 Sparrow, nonostante il missile non sia mai stato impiegato dall'F-111 in tutta la sua carriera operativa.[8]

### Armamento esterno
Il disegno dell'F-111 permette l'applicazione di carichi esterni al di sotto della fusoliera e su 8 piloni subalari, 4 sotto ognuna di esse.
Ogni hardpoint ha una capacità di carico di 2,700 kg (6000 lb) ma, a causa della singolare scelta di utilizzare un'ala a freccia variabile, i piloni non possono essere sfruttati appieno ed in tutte le circostanze: solo uno dei piloni più interni (3, 4, 5 e 6) per ogni lato può essere utilizzato in caso di freccia massima; al contrario i piloni più esterni (1, 2, 7 ed 8) sono fissi e possono essere caricati contemporaneamente solo se le ali vengono configurate ad un angolo minore di 26° così evitando, in decollo, il contatto del carico con il terreno.
I piloni alle estremità (1 ed 8) non sono mai stati utilizzati in missione e il secondo paio di piloni (2 e 7) vengono adoperati raramente per il trasporto dei serbatoi supplementari.
Il carico esterno, secondo l'impiego USAF, include una vasta tipologia di bombe: a caduta libera, general-purpose, a grappolo ed alcune special-purpose. Tutti gli esemplari di Aardvark, inoltre, possono caricare bombe a guida laser, anche se solo le unità equipaggiate con il Pave Tack possono utilizzarle autonomamente.
Dal 1980 gran parte degli F-111 convenzionali ha visto, come aggiornamento strutturale, l'applicazione di binari laterali sui lati dei piloni alle estremità alari per l'utilizzo di due AIM-9P Sidewinder in funzione d'autodifesa.
AGM-84 Harpoon, AGM-88 HARM ed AGM-142 Popeye entrarono, in seguito, a far parte dell'arsenale degli F-111C australiani.

### Capsula di salvataggio
L'ECC (Escape Crew Capsule) di cui è dotato l'F-111 è il risultato di numerosi studi ed esperimenti, condotti tra il 1960 e il 1970, volti ad aumentare la sicurezza dell'equipaggio nel caso si rendesse necessario abbandonare il velivolo.

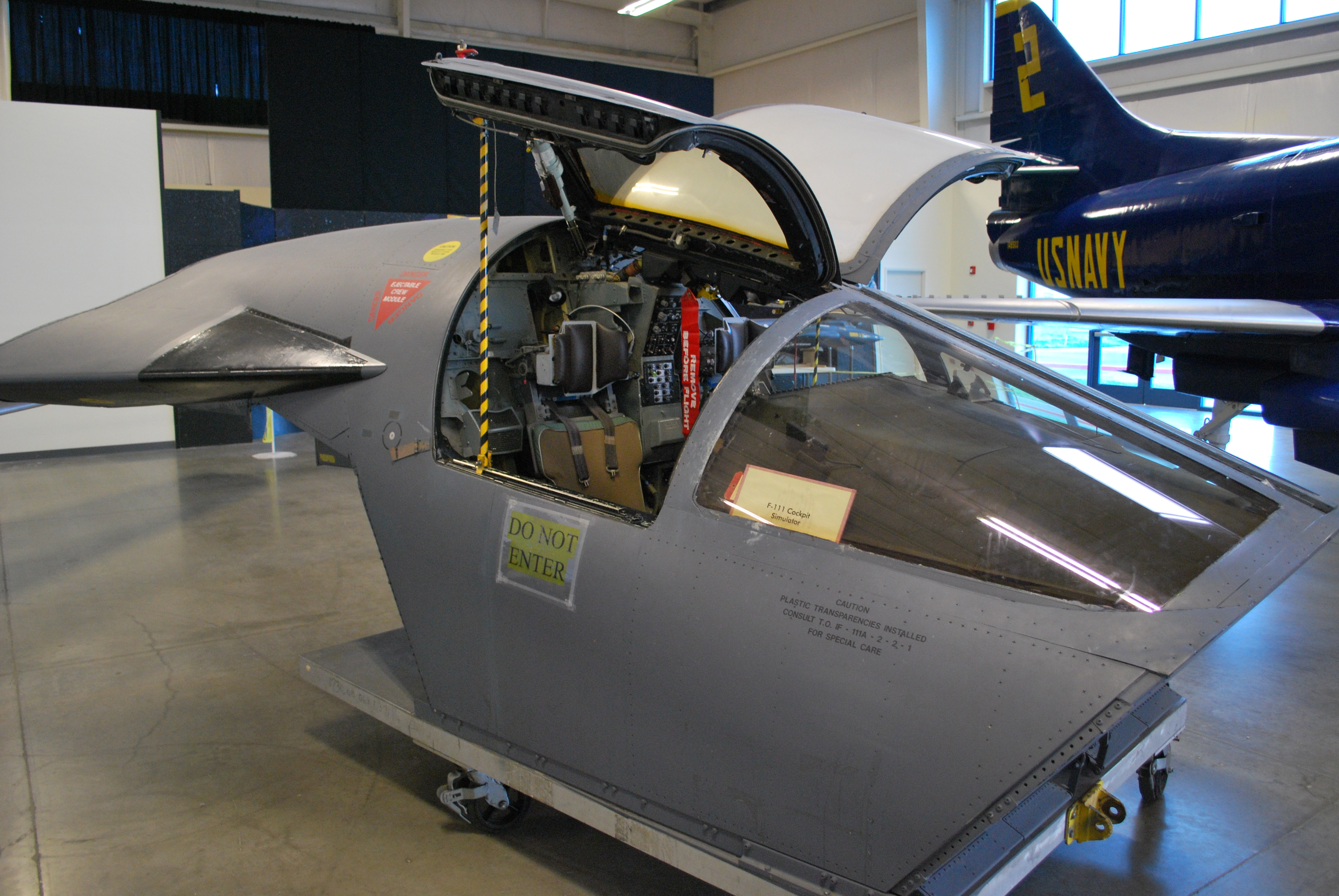
L'Escape Crew Capsule (ECC)

Essendo stato concepito come aereo ad alte prestazioni velocistiche, si pensò non fosse opportuno dotare il velivolo di seggiolini eiettabili singoli esponendo i piloti a velocità superiori a quelle del suono senza nessuna particolare protezione.
La cabina di pilotaggio assunse nell'Aardvark anche il ruolo di capsula di salvataggio e, in caso di ammaraggio, di battellino d'emergenza.
Azionata da un motore da 27.000 lb di spinta, l'ECC è dotata di un paracadute principale di 21 metri (70 feet) di diametro (oltre a quello pilota di dimensioni ridotte) e numerosi air bag posti al di sotto e al di sopra di essa, attutendo l'atterraggio e assolvendo, in mare, la funzione di galleggianti; la configurazione adottata è molto simile al Launch Escape System adottato dalla capsula spaziale Apollo.

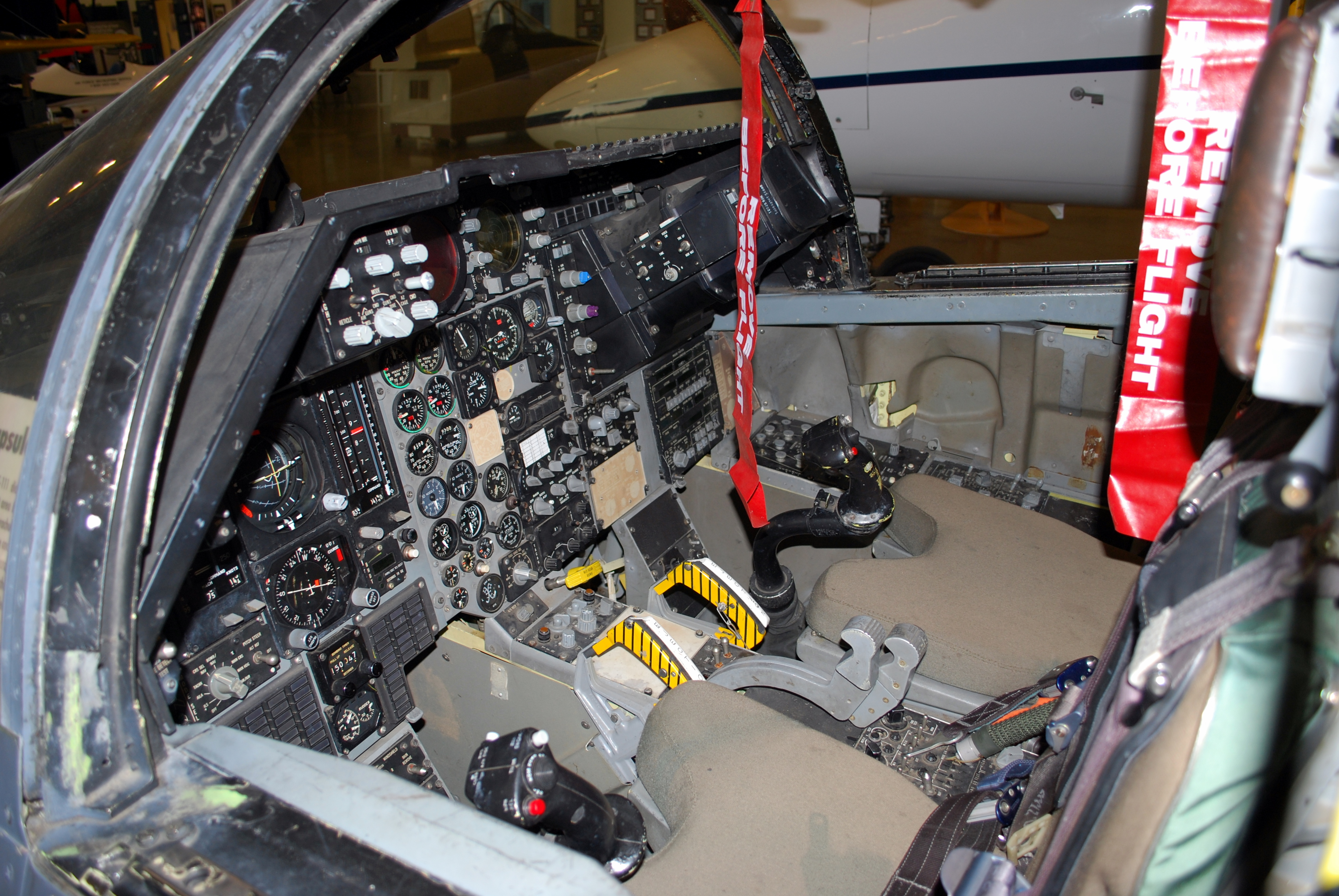
Interno della cabina di un F-111; ben visibili, sul tunnel centrale, le maniglie per attivare la procedura d'eiezione (in giallo)

La sequenza d'eiezione viene avviata quando una delle due manopole a "D", collocate sulla console centrale, viene impugnata e tirata verso l'alto.
Prima fase della procedura è l'avviamento del motore e il distaccamento della capsula dal resto della fusoliera, grazie alla detonazione delle FLSC (Flexible Linear-Shaped Charge) poste tutt'attorno ad essa. Nel contempo, mentre l'OS (Oxygen System) passa in modalità "Emergency" garantendo all'equipaggio una riserva d'aria di circa 10 minuti, delle ghigliottine tranciano, oltre all'OS principale, anche i cavi elettrici della strumentazione di bordo.
Tre secondi dopo l'avvio dell'eiezione, il MEI (Mechanical Explosive Interrupt), se già in posizione ON, attiva la fuoriuscita di chaff a protezione dell'equipaggio in fase di salita; quattro secondi più tardi, il radiofaro trasmette la posizione dell'ECC agli apparati a terra.
Infine, a 15 secondi dall'inizio della sequenza, viene aperto il paracadute stipato già semi-aperto nella zona posteriore della cabina, diminuendo lo shock per l'equipaggio una volta messi in tensione i tiranti.
La soluzione della cabina eiettabile ha, tuttavia, avuto poca fortuna nel mondo dell'aviazione continuando tuttora ad avere nell'F-111 la sua unica applicazione pratica su un velivolo da combattimento.

## Impiego operativo
Terminati i primi test in volo condotti dai singoli reparti che avevano ricevuto il nuovo F-111, un distaccamento di sei aeromobili venne trasferito, nell'ambito del test Combat Lancer, presso la base USAF di Takhli (Thailandia) nel marzo del 1968.

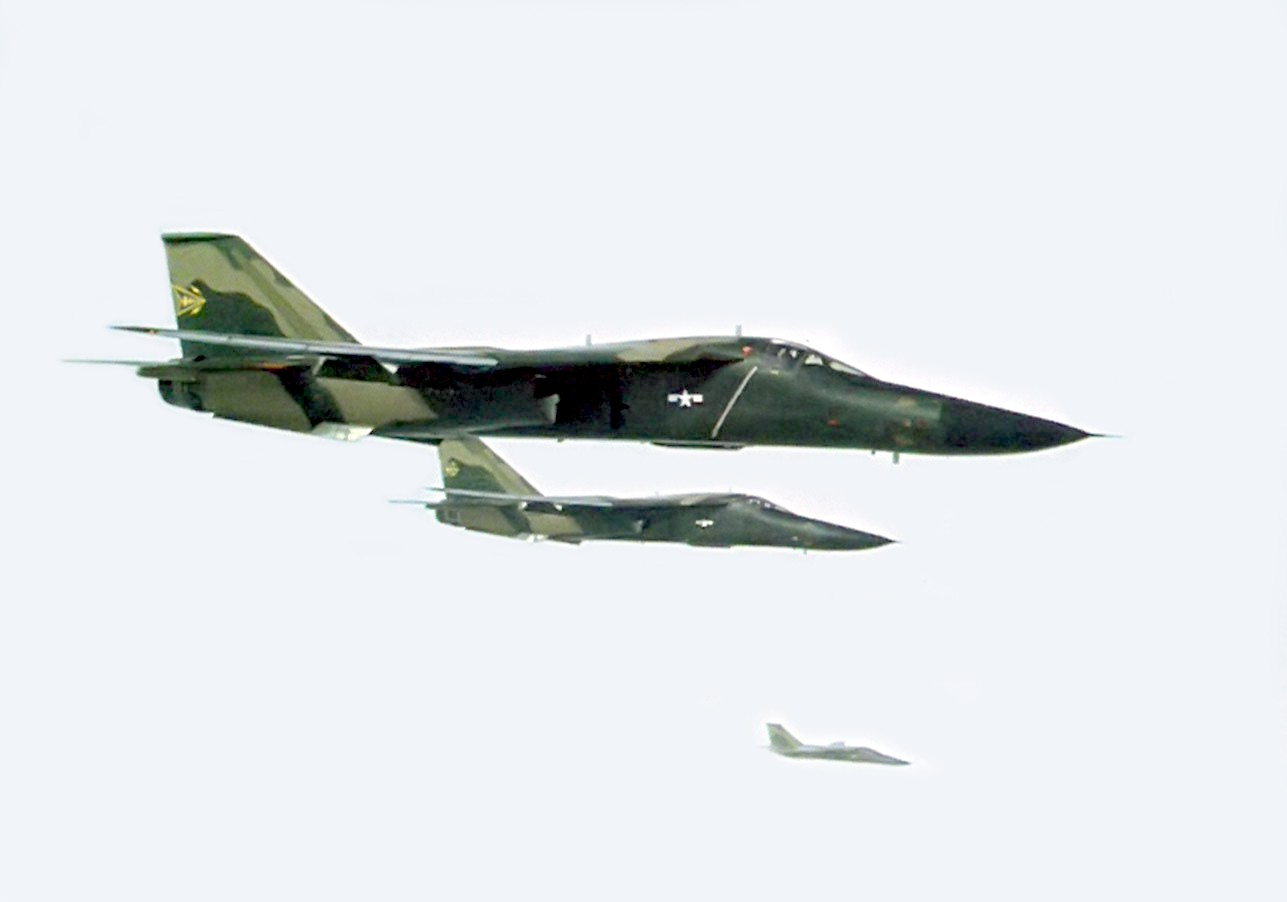
F-111 nei cieli del Vietnam; Combat Lancer, 1968

Il test era teso a dimostrare se l'Aardvark fosse già in grado di operare in uno scenario realmente ostile, ottenendo allo stesso tempo sia la qualifica di Combat Ready, che di Combat Proven. Nel corso della missione, l'F-111 avrebbe dovuto essere capace di passare indenne sopra le difese contraeree nord-vietnamite che, durante la guerra del Vietnam, erano state capaci di abbattere diversi piloti statunitensi. Tre aeromobili non rientrarono dalla loro prima missione. In seguito, si capì che i problemi che comportarono la perdita dei velivoli erano dovuti a difetti di progettazione, in particolare riguardanti i piani orizzontali, che inficiavano la struttura dell'Aardvark.

### Operazione Linebacker/Linebacker II
Tornato operativo nel settembre 1972, l'F-111 fu nuovamente rischierato nel Sud-est asiatico, partecipando alla fase finale dell'Operazione Linebacker e, più tardi, alla Linebacker II.
Le missioni, condotte con successo dagli Aardvark, non rendevano necessario né il supporto ECM (Electronic Counter Measures), né il rifornimento in volo; gli F-111 avevano dimostrato di volare in sicurezza in condizioni considerate estreme per gli altri velivoli dell'USAF.
La capacità di carico dell'F-111, ben quattro volte maggiore di quella di un F-4 Phantom II, e la sua suite avionica, gli permisero di effettuare più di 4000 missioni in territorio ostile contando solo sei perdite.

### Operazione Creek Swing/Ready Switch
Nel 1977, partecipando all'Operation Creek Swing/Ready Switch, i rimanenti F-111A furono rischierati dalla Nellis AFB al 366° TFW con base a Mountain Home, equipaggiando il 389th, 390th, e 391st Tactical Fighter Squadrons.
Contemporaneamente gli F-111F ed i loro equipaggi vennero trasferiti alla base RAF di Lakenheath in Inghilterra, per rimpiazzare gli F-4 del 492d, 493d, e 494th TFS.

### Operazione El Dorado Canyon

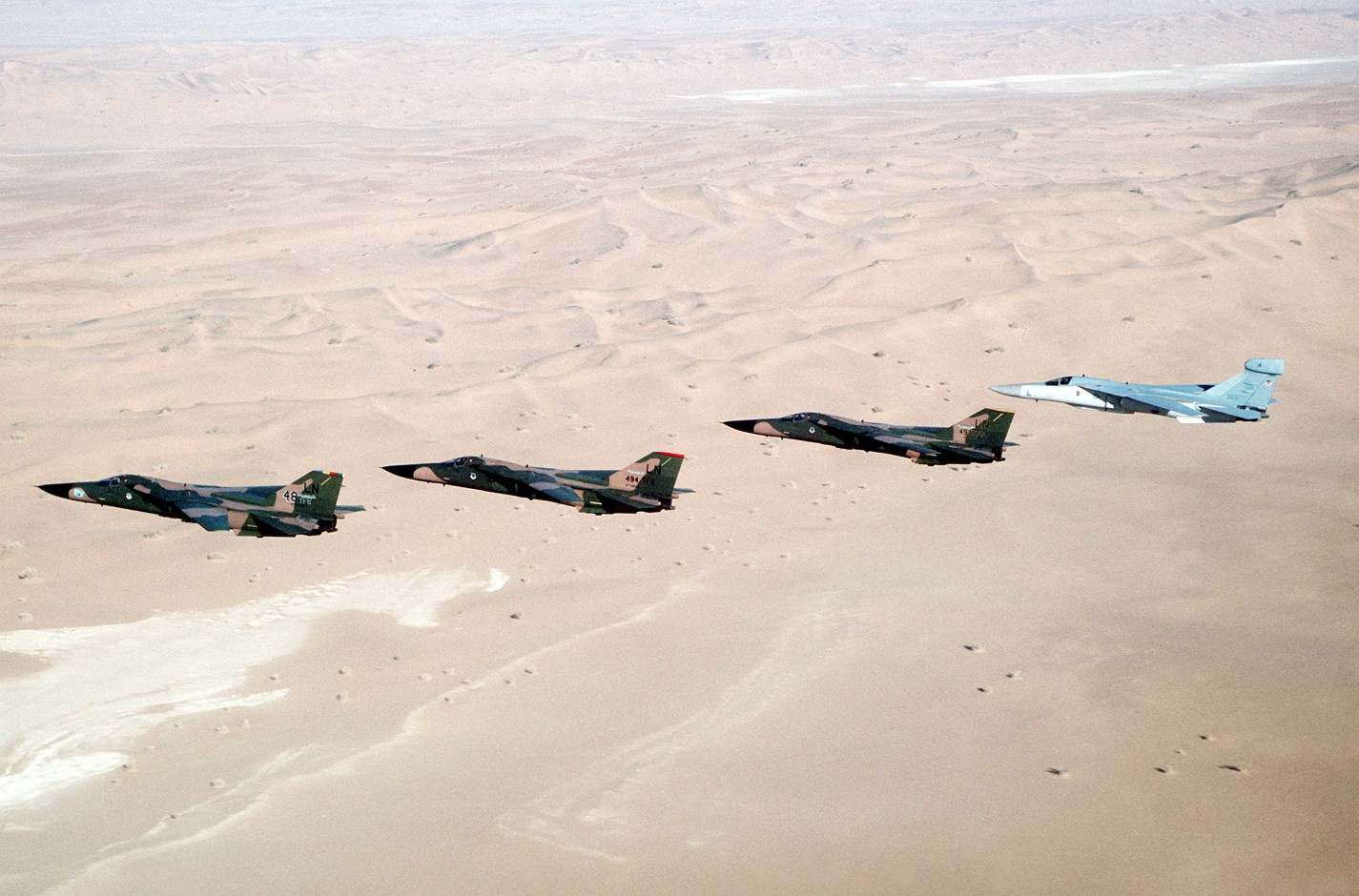
Aardvark e Raven durante la prima Guerra del Golfo

La notte fra il 15 ed il 16 aprile 1986, 29 F-111 appartenenti all'aeronautica statunitense ed altri velivoli della U.S. Navy, tra cui A-6E, A-7E ed F-14, presero parte all'Operazione El Dorado Canyon conducendo alcuni bombardamenti su territorio libico.
Gli Aardvark del Tactical Fighter Wing, volarono quella che è considerata la più lunga missione per un aereo da combattimento.
Nel corso dei sorvoli sulla Libia un solo F-111 venne abbattuto.

### Operazione Desert Shield/Desert Storm
Nell'Operazione Desert Storm, definitiva consacrazione dell'Aardvark, gli F-111F si accreditarono ben 1,500 centri di mezzi corazzati iracheni oltre che ad essere gli unici velivoli che portarono sugli obbiettivi le GBU-15 e le GBU-28 Paveway.

### Timor Est
Al contrario dei colleghi statunitensi, gli F-111C australiani non vennero mai impiegati in azioni belliche.
Unico frangente in cui gli Aardvark della Royal Australian Air Force vennero chiamati in causa al di fuori dei confini nazionali con un High Alert Level, fu nell'ambito dell'operazione ONU INTERFET, coordinata dal Major General australiano Peter Cosgrove.

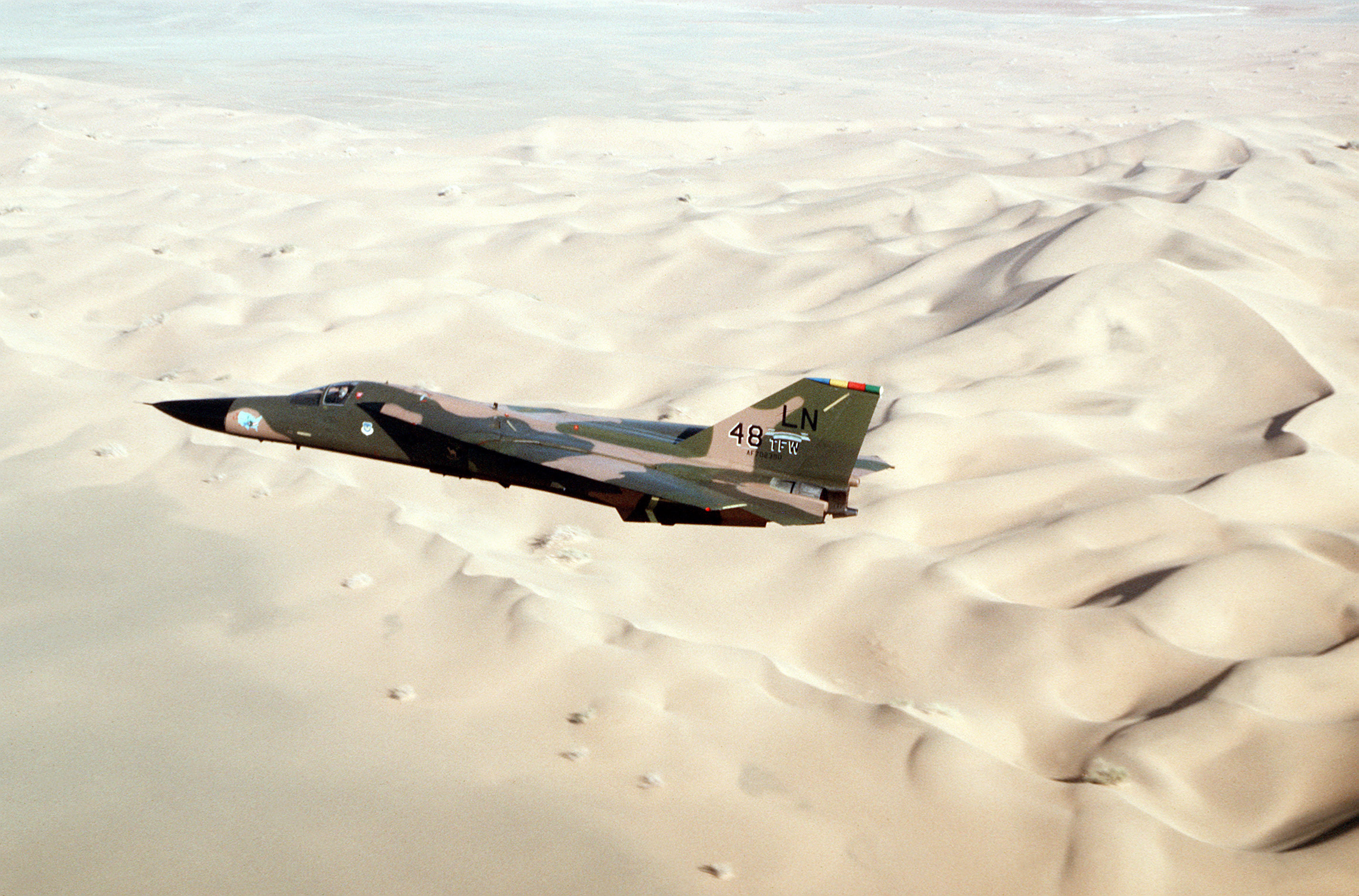
Un F-111F del 48th Tactical Fighter Wing in volo sul deserto durante l'Operazione Desert Shield, 1990

### Pong Su
In tempi recenti, marzo 2006, a seguito all'incidente della Pong Su, nave mercantile battente bandiera nord coreana ed utilizzata per traffici di droga in Estremo Oriente, il governo australiano decise di affondare la nave come dimostrazione di forza nei confronti della criminalità organizzata.
La Pong Su venne squarciata da due GBU-10 Paveway II nell'attacco aereo condotto da un F-111C.

## Versioni
Sviluppato congiuntamente per USAF e U.S. Navy, fallì per eccesso di peso la carriera nella marina come intercettore missilistico (F-111B), sostituito poi dall'F-14; esso riuscì invece nell'USAF, con oltre 500 macchine prodotte.

### F-111A
L'F-111A fu la prima versione prodotta in serie dell'Aardvark in 158 esemplari, inclusi 17 di pre-produzione propulsi dai TF30-P-1.
La maggior parte degli A vennero equipaggiati dalle turboventole TF30-P-3 e dalle prese d'aria variabili "Triple Plow I", garantendo una velocità massima attorno a Mach 2.3 in quota (circa 2,300 km/h).
L'avionica di questa prima serie di esemplari era costituita dal radar AN/APQ-113,indipendente dall'AN/APQ-110 il quale rispondeva alla specifica TFR (Terrain-Following Radar) e dal sistema di navigazione inerziale Litton AJQ-20.

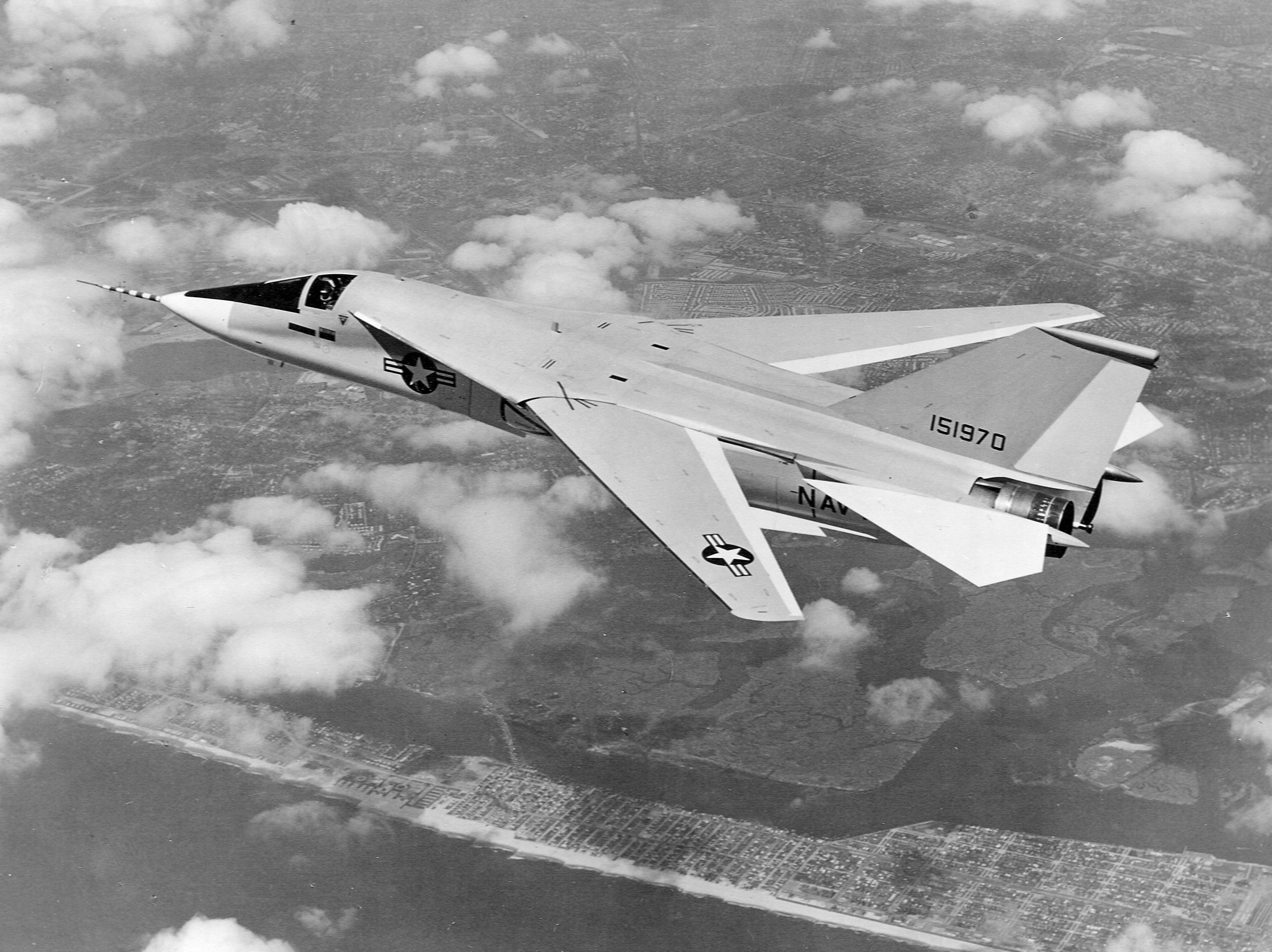
Prototipo dell'intercettore missilistico F-111B per l'USN, 1965

Un totale di 42 F-111A, venne convertito nella versione da guerra elettronica EF-111A Raven mentre nel 1982 altri quattro F-111A, ancora operativi, vennero consegnati all'Australia e portati allo standard C.
Le rimanenti unità di questa versione furono radiate e conservate all'Aerospace Maintenance and Regeneration Center della Davis-Monthan Air Force Base nel giugno del 1991.

### F-111B
Designata come F-111B, la versione dell'Aardvark volta a soddisfare le richieste della U.S. Navy per il programma Fleet Air Defense, fu il risultato della collaborazione fra General Dynamics, la quale era priva d'esperienza riguardo ai velivoli imbarcati, e Grumman.
La versione B ebbe però gravi problemi riguardanti per lo più il peso, ritenuto eccessivo per il decollo da portaerei.
Tramontata definitivamente l'intenzione di trasformare in velivolo imbarcato l'F-111, la stessa Grumman pochi anni più tardi presentò alla U.S. Navy il prototipo dell'F-14 Tomcat, il quale ereditava dall'Aardvark propulsori, avionica ed ali a geometria variabile.

### F-111C
La versione C dell'Aardvark, è quella da esportazione proposta all'Australia.
Essa è il risultato dell'unione fra F-111A ed F-111B e l'Australia decise di ordinare 24 velivoli nel 1963, ricevendo il primo esemplare nel 1968.

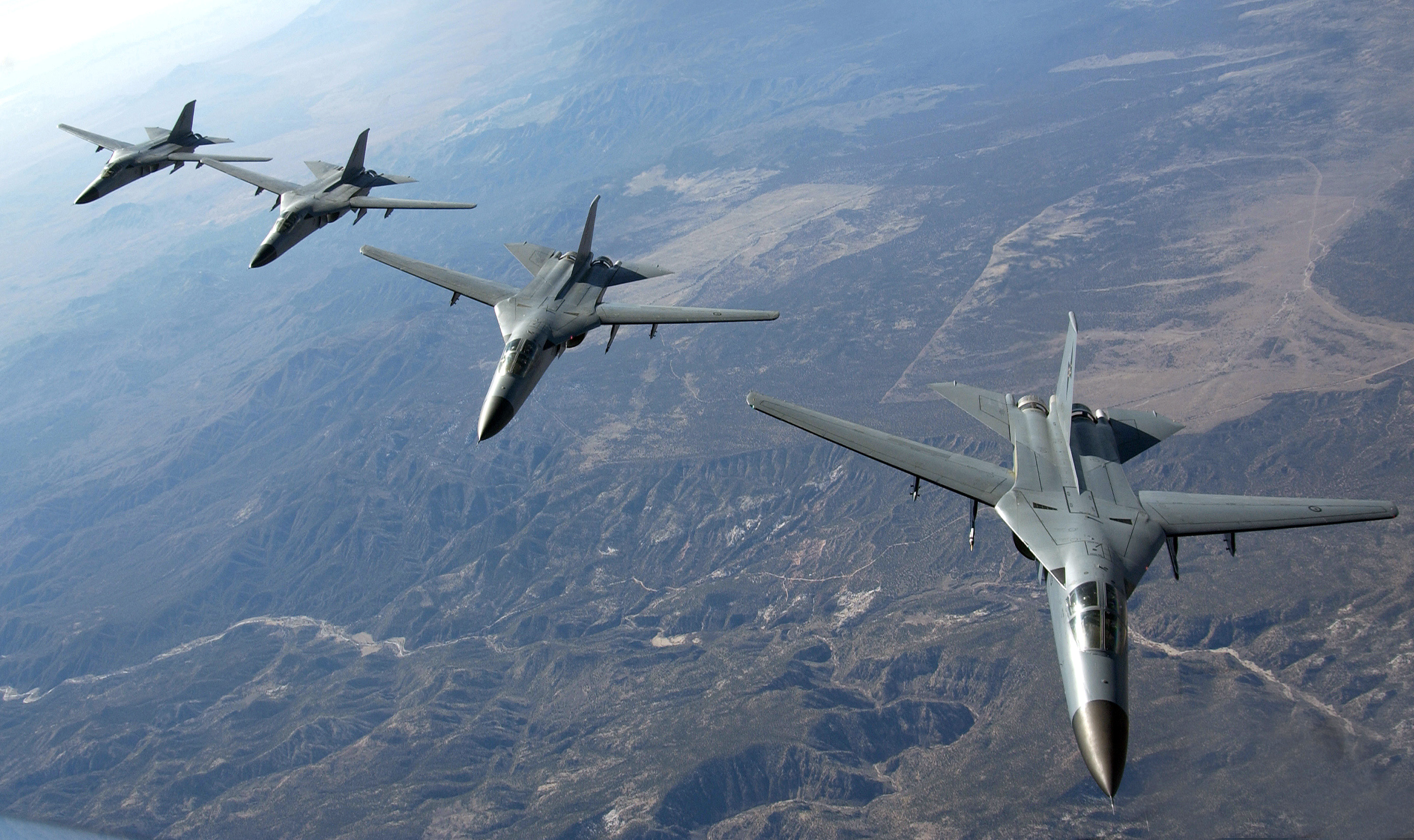
Quattro F-111C in formazione

Gli F-111C furono modificati a metà degli anni ottanta per accogliere a bordo i sistemi di rilevamento all'infrarosso Pave Tack FLIR/laser pods che precedettero un più consistente aggiornamento: l'Avionics Upgrade Program, avvenuto nel 1998.
La nuova suite avionica comprendeva, oltre a computer e display digitali anche:
- l'AN/APQ-171 terrain-following radar,
- l'AN/APQ-169,
- l'INS (Inertial Navigation System) aggiornato,
- ricevitore GPS.

Dal 1994 questi esemplari dispongono dei propulsori TF30-P-109, ognuno accreditato di 93 kN di spinta.
Nel 2001, furono identificati, dopo oltre 30 anni di servizio attivo, i primi segni d'indebolimento strutturale delle ali che furono sostituite con quelle di alcuni F-111F conservati all'AMARC. Da questo episodio, la flotta australiana di Aardvark è stata sottoposta a numerosi aggiornamenti secondari.

### F-111D
L'F-111D era un upgrade dell'F-111A equipaggiato però con: avionica MarkII, propulsori più prestanti e prese d'aria ridisegnate. Gli esemplari della versione D vennero ordinati nel 1967 e consegnati fra il 1970-1973 e raggiunsero lo standard IOC (Initial Operational Capability) nel 1972. Di questa variante furono realizzati 96 velivoli.

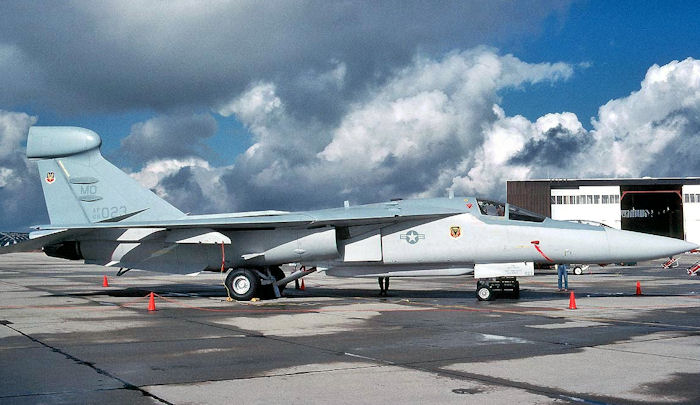
EF-111A del 366th TFW; Mountain Home AFB

Esteticamente, l'F-111D si diversifica dai precedenti Aardvark per l'adozione delle prese d'aria "Triple Plow II", collocate 10 centimetri più in alto delle precedenti, in modo tale da evitare gli stalli provocati dall'ingestione dei flussi d'aria più lenti provenienti dal muso del velivolo.
I propulsori, i TF30-P-9, fornivano una potenza di 53-82 kN ciascuno.
La suite avionica Mark II comprendeva:
- l'AN/APQ-130
- Doppler radar ed MTI (Moving Target Indicator)
- Multi-Function Displays (MFDs)
- Lo Sperry AN/APQ-128 (TFR).

L'F-111D venne messo a riposo tra il 1991 ed il 1992.

### F-111E
La versione E dell'F-111 è una variante semplificata dell'F-111D.
Gli Aardvark appartenenti a questo blocco erano dotati delle nuove prese d'aria Triple Plow II, ma mantenevano i propulsori e l'avionica MarkI della versione originaria.
Questi esemplari, costruiti in 94 unità, furono ordinati nel 1968 e consegnati negli anni immediatamente successivi.
Ritirati dal servizio nel 1995, gli F-111E vennero impiegati nella Guerra del Golfo (1991).

### F-111F
La versione F dell'Aardvark fu il modello designato per prestare servizio nel Tactical Air Command, con consegne fra il 1970 e 1976 di 106 esemplari.

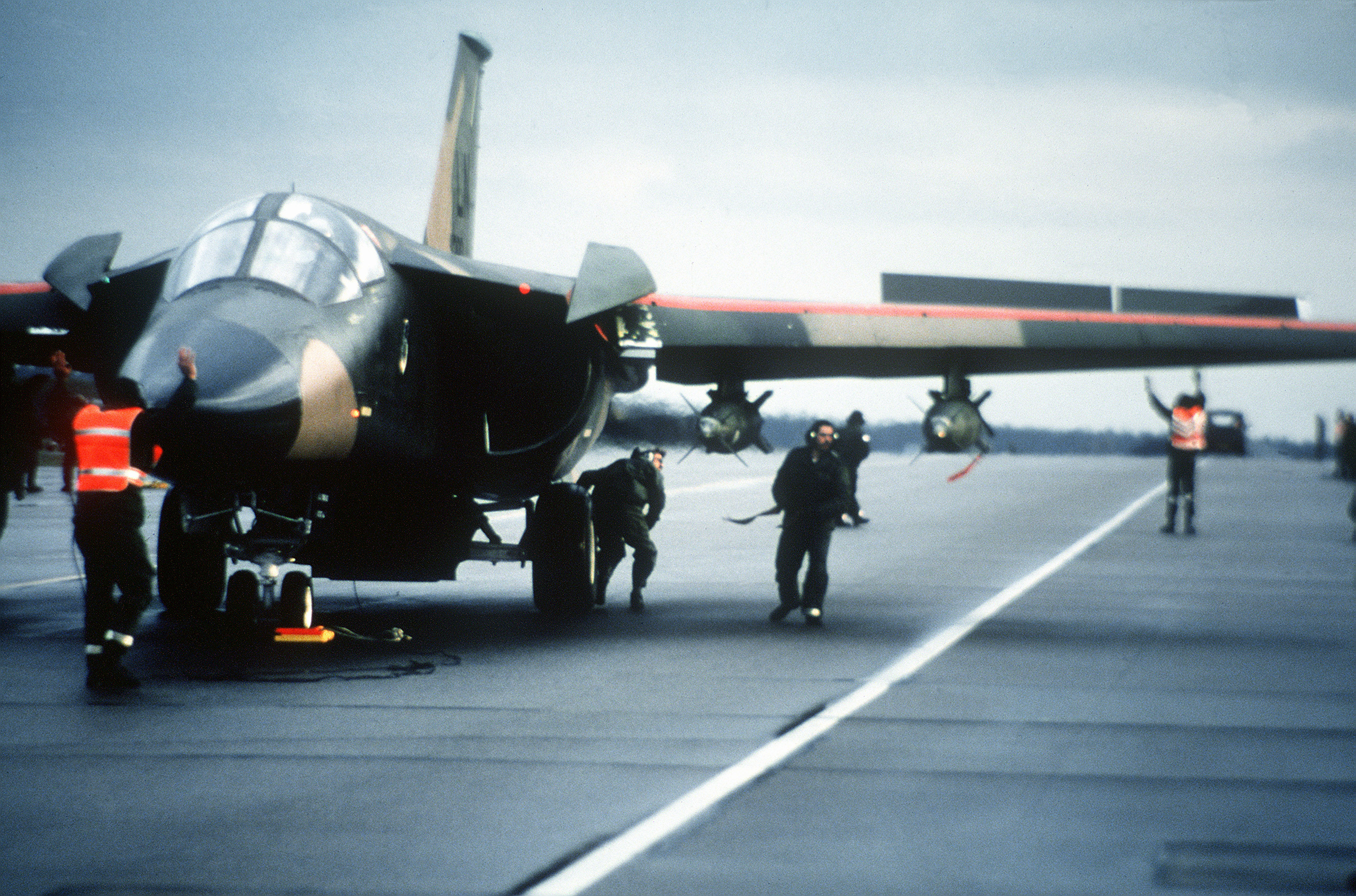
Un F-111F del 48th TFW, in una fase dell'operazione El Dorado Canyon

L'F-111F disponeva di una suite avionica mista a quelle precedenti, denominata Mark IIB.
Composta da elementi sia innovativi che già collaudati, questa comprendeva:
- l'AN/APQ-144
- l'MTI (Moving-Target Indicator)
- l'AN/APQ-146 Terrain-Following Radar.
- il Weapon Management System dell'F-111E

L'F-111F si dotava delle prese d'aria "Triple Plow II" e dei più performanti turbofan TF30-P-100, da 112 kN ciascuno.
I propulsori vennero poi aggiornati alla versione TF30-P-109 verso il 1985.
Il battesimo del fuoco avvenne durante l'operazione El Dorado Canyon, condotta ai danni della Libia, nel 1986, ed ancora, fu utilizzato in Desert Storm nel ruolo di cacciacarri.
L'ultimo F-111F venne ritirato dal servizio attivo nel 1996 ed in sua sostituzione fu designato l'F-15E Strike Eagle.

### F-111K
In seguito alla cancellazione del BAC TSR-2 nel 1965, a causa degli insostenibili costi di sviluppo, il governo britannico ordinò 50 F-111K nel febbraio del 1967. La versione K era basata su di un F-111A avente un'apertura alare maggiore e la suite di controllo del tiro Mark II;
In aggiunta, si modificò il vano bombe e si aggiunse una sonda per il rifornimento in volo oltre ad un pilone centrale sotto la fusoliera.
Nel gennaio 1968, la Gran Bretagna cancellò l'ordine dei suoi F-111 per via dei costi in rialzo, dovuti alla svalutazione della sterlina. I due Aardvark in procinto di essere consegnati, vennero successivamente acquistati dall'USAF che, con la designazione di YF-111A, li utilizzarono come banchi di prova volanti per i successivi aggiornamenti.
La Royal Air Force ripiegò, anni più tardi, sul Panavia Tornado costruito attraverso una partnership con Germania ed Italia.

### FB-111A
L'FB-111A era una versione da bombardamento strategico sviluppata per conto dello Strategic Air Command per sostituire l'ormai antiquato B-58 Hustler ed i primi esemplari del B-52 Stratofortress. Il programma Advanced Manned Strategic Aircraft,però, procedette lentamente diminuendo, inoltre, il numero di unità richieste da 263 a 76.
Questa versione vantava una nuova suite elettronica conosciuta con il nome di SAC MarkIIB, con piccole modifiche rispetto alla MarkIIB, allo scopo di rendere compatibile il velivolo all'armamento nucleare allora a disposizione.
Il Boeing AGM-69 SRAM (Short-Range Attack Missile), costituì, assieme a serbatoi supplementari, la configurazione di carico classica dell'F-111A, in grado di portare sull'obbiettivo più di 16 tonnellate di bombe.
L'era dell'Aardvark nucleare, tramontò con la progressiva introduzione del B-1B Lancer che costrinse ben 34 FB ad essere convertiti, nel 1989, nella versione G. Con la scomparsa del SAC questi esemplari furono consegnati all'ACC (Air Combat Command) dove vennero utilizzati per l'addestramento dei nuovi equipaggi.

### F-111G
Con la lettera G è indicata quella versione derivata da FB-111A riconfigurati per il ruolo di cacciabombardieri convenzionali.
Con quest'ulteriore versione, l'Aardvark venne dotato di altre migliorie:
- Dual AN/ASN-41
- INS
- AN/APN-218 Doppler
- TFR di nuova concezione.

Gli F-111G furono ritirati dall'United States Air Force nel 1993 mentre la RAAF delineò l'acquisto di 15 F-111G in sostituzione dei suoi F-111C.

### EF-111A Raven
Denominata Raven, è la versione da guerra elettronica dell'Aardvark.

### RF-111A/C
Nota con la sigla RF (Recognition Fighter), è la versione da ricognizione proposta dalla General Dynamics all'USAF (RF-111A) e mai commissionata.
Quella ordinata dalla RAAF (RF-111C), conta quattro esemplari ancora in servizio.

## Messa a terra
Ritirato dal servizio attivo con la cerimonia del 27 luglio 1996, l'F-111 ha ricevuto ufficialmente, in quest'occasione, il nomignolo di Aardvark, fino ad allora utilizzato solo ufficiosamente.
In sua sostituzione, l'USAF ha adottato l'F-15E Strike Eagle mentre nel ruolo di bombardiere supersonico, il B-1B Lancer. Parallelamente la RAAF ha comunicato, nel 2007, l'intenzione di sostituire gli Aardvark con 24 McDonnell Douglas F/A-18 Super Hornet.

## Utilizzatori
Australia
- Royal Australian Air Force

Al 2009 erano ancora operativi nelle versioni F-111C ed RF-111C.
Nel 2010 sono stati radiati ed è iniziata la sostituzione coi nuovi F/A-18F Super Hornet block II.
- No. 1 Squadron RAAF
  - No. 82 Wing RAAF rischierato sulla RAAF Base Amberley

- No. 6 Squadron RAAF

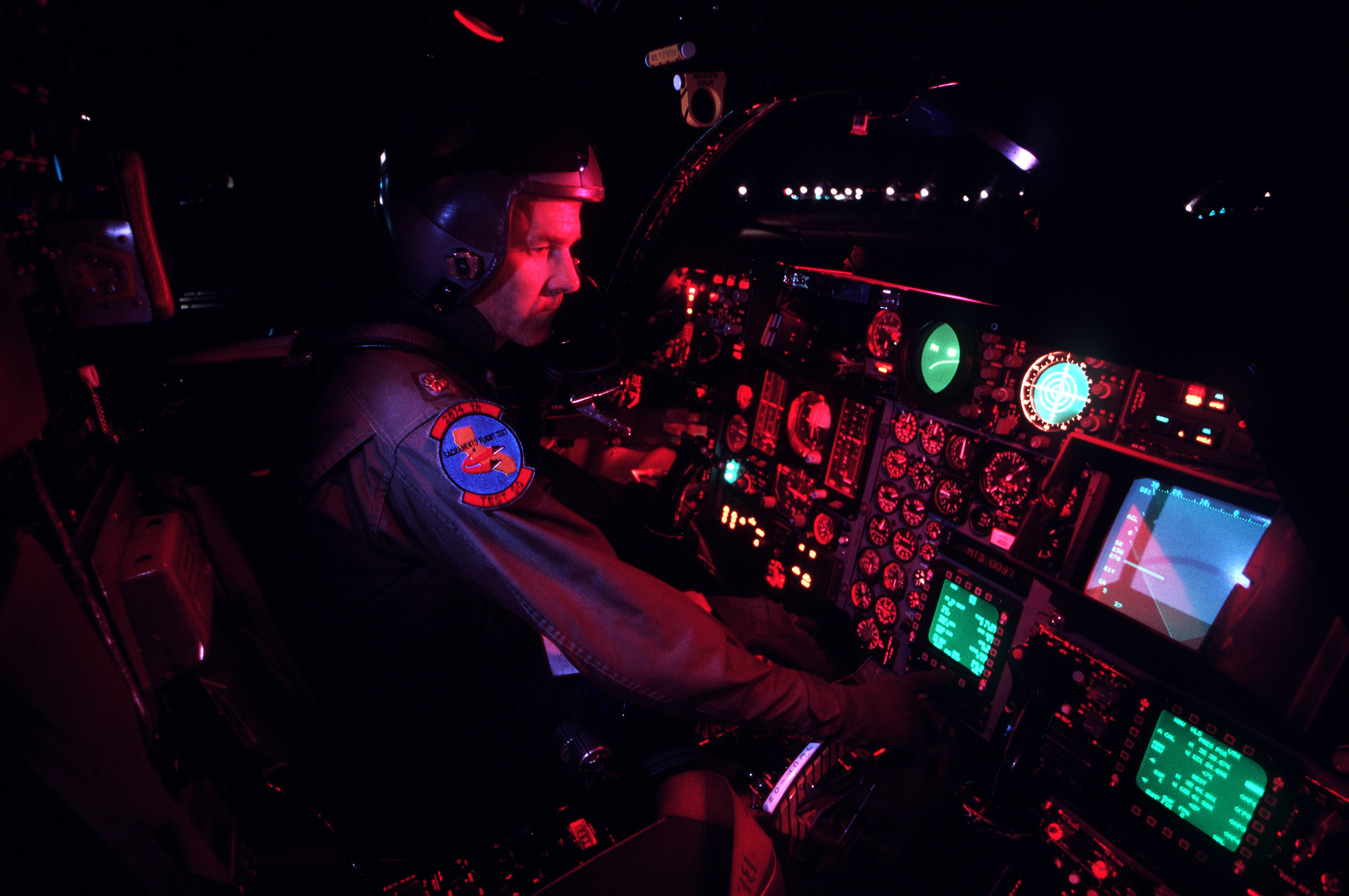
Controlli pre volo su di un F-111 del 2874th Test Squadron; McClellan AFB

  - No. 82 Wing RAAF operativo sulla RAAF Base Amberley

 Stati Uniti
- United States Air Force

È stato il principale utilizzatore dell'Aardvark; vennero impiegate le versioni F-111A/D/E/F/G, FB-111A ed EF-111A.
- Tactical Air Command
  - 366° Tactical Fighter Wing
- Strategic Air Command
  - 380° Medium Bombardment Wing
  - 509° Heavy Bombardment Wing

Tra il 1996 ed il 1998 vennero radiati tutti gli esemplari.

## Esemplari preservati
Escludendo gli F-111C ancora in servizio attivo nella RAAF australiana, gli esemplari di Aardvark preservati ed esposti in mostra statica sono i seguenti:
F-111A

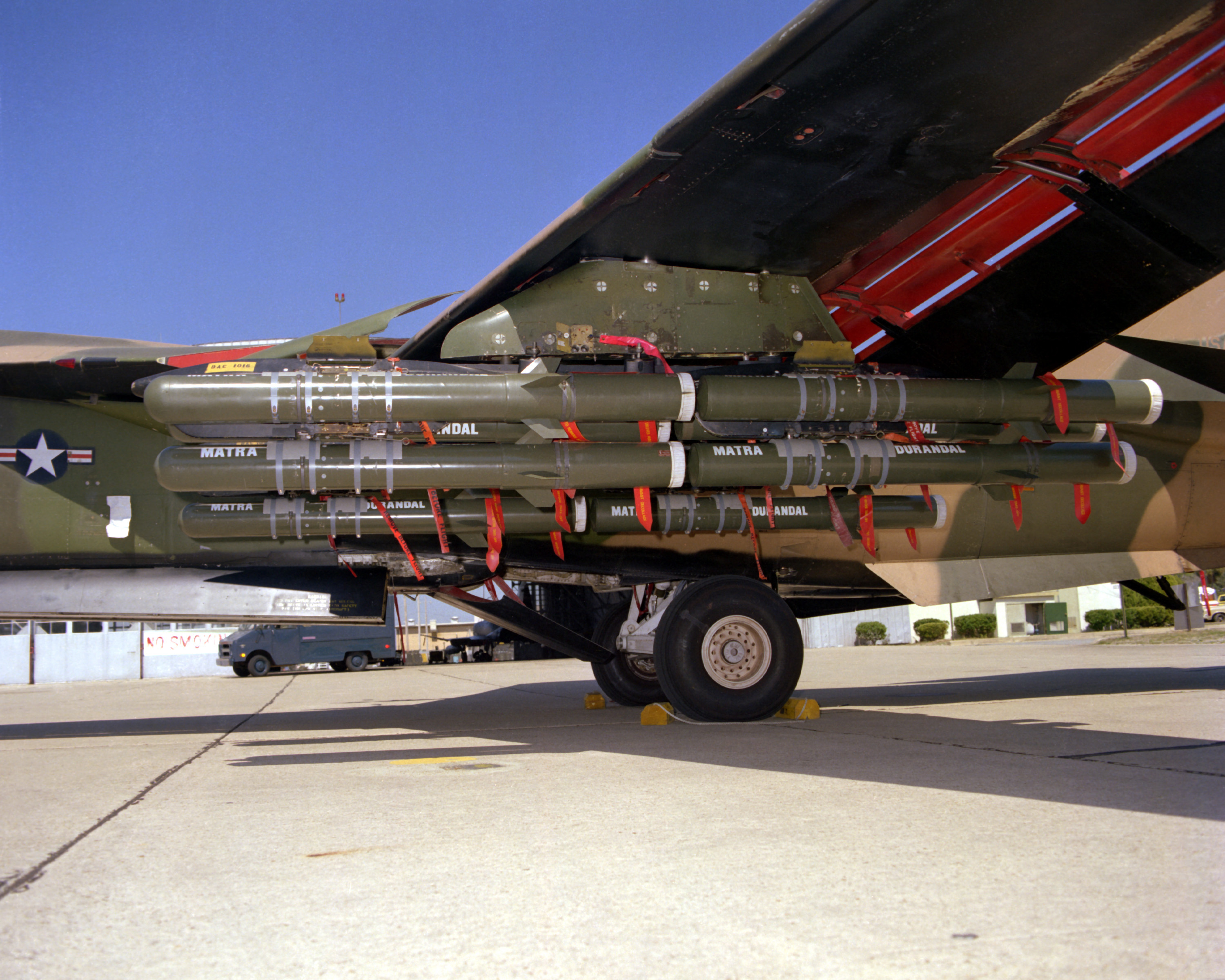
BLU-107 Durandal agganciate ad uno degli 8 piloni subalari dell'F-111

- 63-9766 - Air Force Flight Test Center Museum, Edwards AFB, California (primo F-111)
- 63-9767 - Octave Chanute Aerospace Museum, Illinois
- 63-9768 - RAAF Amberley, Ipswich, Australia
- 63-9771 - Cannon AFB, Clovis
- 63-9773 - Sheppard AFB Air Park, Sheppard AFB, Texas
- 63-9775 - United States Space and Rocket Center, Huntsville
- 63-9776 - Mountain Home AFB, Idaho
- 63-9778 - Air Force Flight Test Center Museum, Edwards AFB, California (TACT/AFTI F-111)
- 63-9782 - Griffiss AFB, New York
- 66-0012 - American Airpower Museum, Long Island
- 67-0046 - Brownwood Regional Airport, Brownwood
- 67-0047 - Sheppard AFB Air Park, Sheppard AFB, Texas
- 67-0051 - Historic Aviation Memorial Museum, Tyler Pounds Regional Airport, Texas (con matricola 67-0050)
- 67-0057 - Dyess Air Force Base Linear Air Park, Abilene
- 67-0058 - Mountain Home AFB, Idaho
- 67-0067 - National Museum of the United States Air Force, Wright-Patterson AFB, Dayton
- 67-0069 - The Southern Museum of Flight, Birmingham
- 67-0100 - Nellis Air Force Base, Nevada

F-111B
- 151972 - Naval Air Weapons Station China Lake (utilizzato per i ricambi del 152715)
- 152715 - Naval Air Weapons Station China Lake (L'unico F-111B completo)

EF-111A
- 66-0016 - Cannon AFB, Clovis
- 66-0049 - Mountain Home AFB, Idaho (first EF-111A prototype)
- 66-0057 - National Museum of the United States Air Force, Wright-Patterson AFB, Ohio

F-111D
- 68-0092 - Yanks Air Museum, Chino

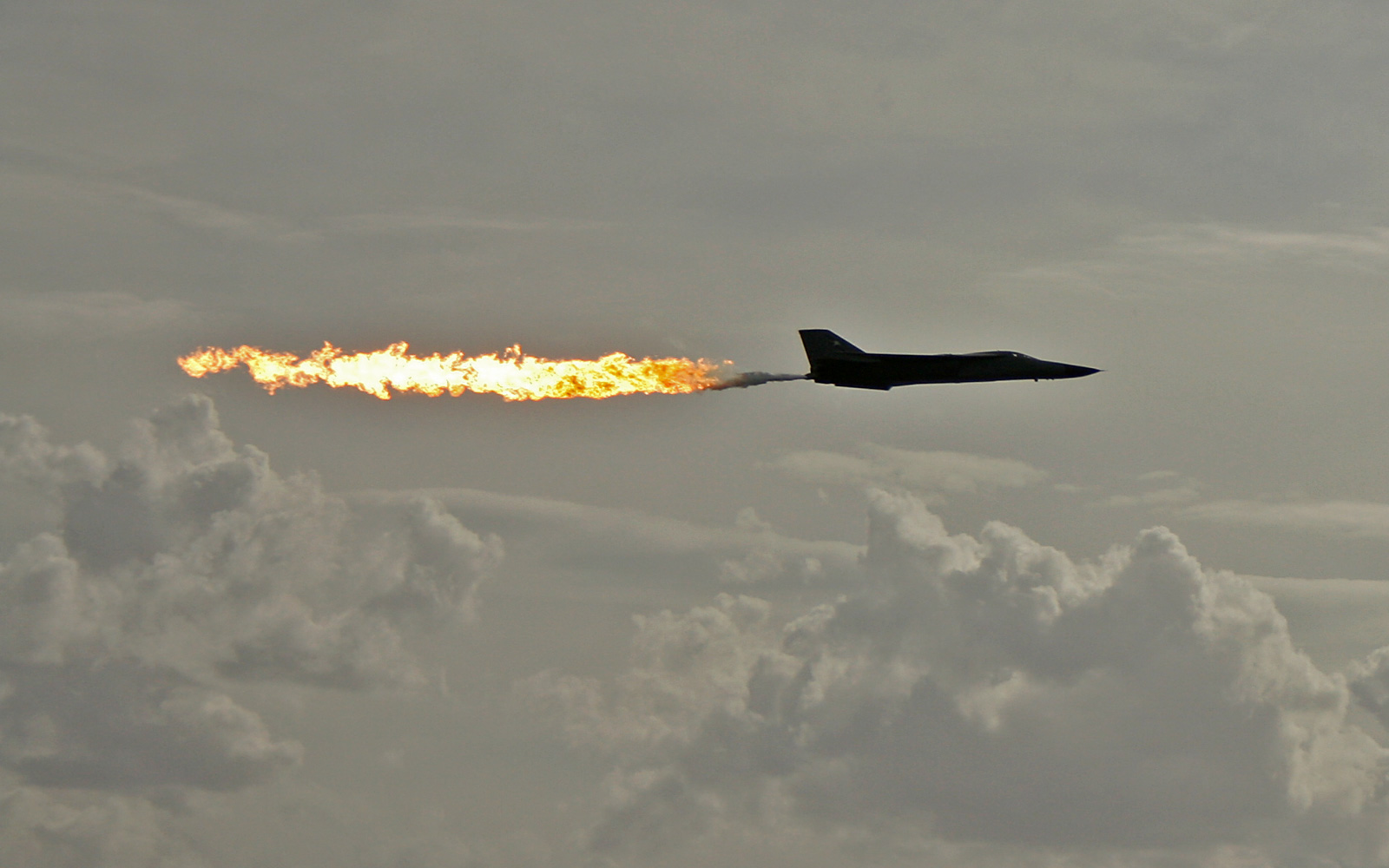
Esecuzione di un dump-and-burn, Australia, marzo 2007

- 68-0140 - Cannon AFB, Clovis (F-111 "Vark" Memorial Park)

F-111E
- 67-0120 - American Air Museum, Imperial War Museum Duxford, Duxford (Inghilterra)
- 68-0009 - In fase di restauro da parte della OV-10 Bronco Association, Texas
- 68-0011 - RAF Lakenheath, Inghilterra (gate guard), noto come 48th TFW F-111F)
- 68-0020 - Hill Aerospace Museum, Hill AFB, Utah (soprannominato "My Lucky Blonde")
- 68-0027 - Commemorative Air Force, Midland/Odessa
- 68-0033 - Pima Air and Space Museum, Tucson
- 68-0055 - Museum of Aviation, Robins AFB, Warner Robins (chiamato "Heartbreaker")
- 68-0058 - Air Force Armament Museum, Eglin AFB, Florida

FB-111A
- 67-0159 - Aerospace Museum of California
- 68-0239 - K.I. Sawyer AFB, Michigan (detto "Rough Night")
- 68-0245 - March Field Air Museum, March ARB, Riverside (chiamato "Ready Teddy")
- 68-0248 - South Dakota Air and Space Museum, Ellsworth AFB, Dakota del Sud (conosciuto come "Free For All")
- 68-0267 - Strategic Air and Space Museum, Ashland (con nomignolo "Black Widow")
- 68-0275 - Kelly Field Heritage Museum, Lackland AFB / Kelly Field San Antonio
- 68-0284 - Eighth Air Force Museum, Barksdale AFB, Louisiana
- 68-0286 - Clyde Lewis Airpark, Plattsburgh (soprannominato "SAC Time")
- 68-0287 - Wings Over the Rockies Air and Space Museum, Lowry AFB, Denver, Colorado[13]
- 69-6507 - Castle Air Museum, Castle AFB, Atwater (detto "Madam Queen")
- 69-6509 - Whiteman AFB, Missouri (gate guard) (chiamato "The Spirit of the Seacoast")

F-111F
- 70-2364 - in mostra sulla US Highway 70, a sud di Portales
- 70-2390 - National Museum of the United States Air Force, Wright-Patterson AFB, Dayton
- 70-2408 - Santa Fe Aeroporto
- 74-0177 - Royal Air Force Museum, Cosford, Inghilterra

## Cultura di massa
- L'artista di origini americane James Rosenquist immortalò il velivolo nella famosa opera intitolata F-111, che lo ritrae in chiave artistica, nella guerra del Vietnam. Il quadro è conservato nel Museo d'arte moderna di New York[14][15].
- Il suono del sorvolo di un F-111 è presente nella collezione Voyager Golden Record portata nello spazio dalle sonde spaziali Voyager 1 e Voyager 2 nell'ambito del loro programma d'esplorazione extrasolare.[16]
- In ambito videoludico, l'F-111 compare nei videogiochi Tom Clancy's H.A.W.X. (scaricabile tramite un DLC) e Deadly Skies III[17].
- In ambito letterario, l'F-111 compare nel romanzo di Nelson DeMille  L'ora del leone (in versione F).